# オックスフォード・タウン
「オックスフォード・タウン」（Oxford Town）は、ボブ・ディランが1963年に発表した楽曲。ミシシッピ州オックスフォードにあるミシシッピ大学で発生した暴動事件を題材にして書かれた作品である。アルバム『フリーホイーリン・ボブ・ディラン』に収録された。

## 概要

### ミシシッピ大学暴動事件
ジャクソン州立大学を卒業したアフリカ系アメリカ人のジェームズ・メレディスは公民権を主張する意図をもって、1961年にミシシッピ大学へ入学申請を行った。メレディスには、アメリカ合衆国における人種分離政策を違憲とする1954年のブラウン事件判決という後ろ盾があったが、大学側は2度にわたり入学を拒否した。
1961年5月31日、メレディスはミシシッピ州南部地区連邦地方裁判所に訴訟を起こした。軍務や学業で非常に優秀な成績を収めていたにもかかわらず大学が入学を拒否した理由は「人種」だと主張した。多くの審理を経て、第5巡回区連邦控訴裁判所はメレディスには大学に入学する権利があるとの判決を下した。州は連邦最高裁判所に上告し、最高裁判所は控訴裁判所の判決を支持した。1962年9月13日、地方裁判所は、理事会のメンバーと大学役員にメレディスを登録するように命じる差し止め命令を下した。
1962年9月29日、ロス・バーネット州知事はフットボールの試合のハーフタイムで熱烈な演説を行い、観衆を煽り、メレディスが大学に足を踏み入れるのを阻止するよう人々に促した。9月30日から10月1日にかけてミシシッピ大学で3000人に及ぶ群衆が暴動を起こし、ジョン・F・ケネディ大統領の要請で連邦軍が派遣される事態に達した。暴動は鎮圧されるが、300人以上が負傷し、フランス人ジャーナリストを含む2人が死亡した。

### レコーディングとリリース
1962年2月、トピカル・ソングを紹介する雑誌『Broadside』が創刊された。同誌は10月号においてミシシッピ大学暴動事件をテーマにした歌を募った。フィル・オクスとボブ・ディランがこれに応え、11月号にオクスの「The Ballad of Oxford, Mississippi」の歌詞と楽譜が掲載され、12月号にディランの「オックスフォード・タウン」が掲載された。
同年12月6日、ニューヨークのコロムビア・レコーディング・スタジオでディランはセカンド・アルバムのためのレコーディングを行った。その中に本作も含まれていた。
1963年5月27日発売のアルバム『フリーホイーリン・ボブ・ディラン』に収録された。
M・ウィットマーク＆サンズ社との契約で1963年3月に録音したデモが、2010年発売の『ザ・ブートレッグ・シリーズ第9集：ザ・ウィットマーク・デモ』（2010年）に収録された。